# Saint-Antonin-de-Sommaire
Saint-Antonin-de-Sommaire é uma comuna francesa na região administrativa da Normandia, no departamento de Eure. Estende-se por uma área de 7,23 km². Em 2010 a comuna tinha 193 habitantes (densidade: 26,7 hab./km²).